# Temporada da NHL de 1969–70
A temporada da NHL de 1969–70 foi a 53.ª  temporada da National Hockey League (NHL). Doze times jogaram 76 partidas cada. Pela terceira temporada seguida, o St. Louis Blues chegou às finais da Stanley Cup, e pelo terceiro ano consecutivo, foram derrotados por 4-0. Dessa vez, todavia, foram batidos pelo Boston Bruins, já que os atuais campeões Montreal Canadiens perderam por pouco os playoffs, algo que não aconteceria novamente pelo próximo quarto de século. Com os Leafs e os Habs fora, isso significou que todos os times poarticipantes nos playoffs de 1970 eram dos Estados Unidos, a única vez em que isso aconteceu até hoje. Também foi a última temporada em que os times usaram seus agasalhos principais em casa até a temporada 2003-04.

## Temporada Regular
Bobby Orr, do Boston Bruins, tornou-se o primeiro defensor na história da NHL a ser artilheiro em uma temporada da NHL. Ele o fez ao estabelecer um recorde de 87 assistências e um total de 120 pontos, apenas seis a menos do recorde de pontos estabelecido pelo seu colega de time Phil Esposito na temporada anterior. Durante o caminho, ele também venceu o Troféu Memorial James Norris pelo terceiro ano consecutivo como melhor defensor, o Troféu Memorial Hart como MVP, e o Troféu Conn Smythe como MVP durante os playoffs, sendo o único jogador na história da NHL a ganhar quatro prêmios individuais.
Gordie Howe terminou a temporada entre os dez maiores pontuadores da NHL para um recorde de 21 temporadas consecutivas; foi a última temporada em que ele obteve o feito. 
Pela terceira temporada consecutiva, o St. Louis Blues ganhou facilmente a Divisão Oeste, sendo o único time da divisão a ter um recorde de vitórias.
Na Divisão Leste, todavia, houve uma mudança temporária de sua guarda, já que Montreal escorregou de primeiro na última temporada para quinto nessa, perdendo a vaga nos playoffs para o New York Rangers no desempate por total de gols marcados. Os Rangers ficaram na primeira posição por um certo tempo, mas lesões na linha azul dizimaram qualquer chance de um término no primeiro lugar, e eles ainda obtiveram Tim Horton em desespero. Seria a única temporada em que Montreal não atingiria os playoffs entre 1948 e 1995, e como o Toronto Maple Leafs também não atingiu a pós-temporada, isso proporcionou a única vez na história da NHL em que os playoffs não tiveram equipes canadenses.  Esses desenvolvimentos foram importantes para a decisão de mover Chicago para a Divisão Oeste em conjunção com a expansão de 1970, e a adoção das séries de playoffs entre times das Divisões Leste contra Oeste na temporada seguinte. O desequilíbrio continuado levou à exclusão de times da Divisão Oeste da final da Stanley Cup pelas próximas três temporadas. 
Os Bruins e o Black Hawks empataram na liderança no Leste com 99 pontos, mas Chicago ficou com a liderança por ter mais vitórias.  Foi a segunda vez na história dos Black Hawks em que atingiram esse feito (a primeira foi 1966–67).

### Desempate Canadiens/Rangers
Entrando nos últimos jogos da temporada, o desmoronante New York Rangers estava dois pontos atrás do Montreal Canadiens pela última vaga nos playoffs. Uma vitória do New York e uma derrota de Montreal iria empatá-los em pontos, mas os Canadiens tinham uma deferença de "cinco gols" nos gols pró. Isso levou a táticas não usuais para ambos os times. 
No seu penúltimo jogo, o Detroit Red Wings conseguiu sua vaga nos playoffs, após ter perdido a pós-temporada nos três anos anteriores. Muitos de seus jogadores estavam jubilantes e celebraram de forma efusiva esse feito, apesar do fato de que eles enfrentariam o New York no dia seguinte para terminar a temporada. Vários jogadores de Detroit ainda sentiam a ressaca da festa da noite anterior a poucas horas de irem ao gelo novamente contra os Rangers.
O desesperado Rangers teve 65 finalizações no goleiro Roger Crozier para conseguir uma liderança de 9-3 no início do terceiro período. Procurando ainda mais gols, o treinador Emile Francis repetidamente tirava o goleiro Ed Giacomin por um atacante extra, embora isso não tenha dado certo e os Red Wings tenham feito dois gols na barra vazia para um placar final de 9-5. De toda forma, New York havia igualado Montreal em pontos e tinha quatro gols a mais na temporada.
Os Canadiens jogaram contra o Chicago Black Hawks no que foi o último jogo de ambos na temporada regular. Diferentemente dos Red Wings, que não tinham mais nada a conseguir no seu último jogo, os Black Hawks estavam jogando pela liderança da divisão. Com cerca de 9 minutos faltando no terceiro período e perdendo por 5-2 para os Hawks, os Canadiens iriam aos playoffs se fizessem três gols independente do que ocorresse no jogo, então o treinador Claude Ruel tirou seu goleiro para um atacante extra.  Montreal não conseguiu marcar enquanto Chicago mandou o disco cinco vezes para a rede vazia, para vencer por 10–2. Os Canadiens, terminando a temporada com dois gols a menos que os Rangers, estavam fora dos playoffs. Torcedores revoltados dos Habs acusaram Detroit, que já havia se classificado e não tinha mais nada a fazer na temporada, de propositadamente entregar o jogo para deixar os Rangers irem aos playoffs.

### Classificação Final
Nota: PJ = Partidas Jogadas, V = Vitórias, D = Derrotas, E = Empates, Pts = Pontos, GP = Gols Pró, GC = Gols Contra, PEM=Penalizações em Minutos

Times que se classificaram aos play-offs estão destacados em negrito
| Divisão Leste       | J  | V  | D  | E  | Pts | GP  | GC  | PEM  |
| ------------------- | -- | -- | -- | -- | --- | --- | --- | ---- |
| Chicago Black Hawks | 76 | 45 | 22 | 9  | 99  | 250 | 170 | 901  |
| Boston Bruins       | 76 | 40 | 17 | 19 | 99  | 277 | 216 | 1196 |
| Detroit Red Wings   | 76 | 40 | 21 | 15 | 95  | 246 | 199 | 907  |
| New York Rangers    | 76 | 38 | 22 | 16 | 92  | 246 | 189 | 853  |
| Montreal Canadiens  | 76 | 38 | 22 | 16 | 92  | 244 | 201 | 892  |
| Toronto Maple Leafs | 76 | 29 | 34 | 13 | 71  | 222 | 242 | 898  |

| Divisão Oeste         | J  | V  | D  | E  | Pts | GP  | GC  | PEM  |
| --------------------- | -- | -- | -- | -- | --- | --- | --- | ---- |
| St. Louis Blues       | 76 | 37 | 27 | 12 | 86  | 224 | 179 | 876  |
| Pittsburgh Penguins   | 76 | 26 | 38 | 12 | 64  | 182 | 238 | 1038 |
| Minnesota North Stars | 76 | 19 | 35 | 22 | 60  | 224 | 257 | 1008 |
| Oakland Seals         | 76 | 22 | 40 | 14 | 58  | 169 | 243 | 845  |
| Philadelphia Flyers   | 76 | 17 | 35 | 24 | 58  | 197 | 225 | 1123 |
| Los Angeles Kings     | 76 | 14 | 52 | 10 | 38  | 168 | 290 | 969  |

### Artilheiros
PJ = Partidas Jogadas, G = Gols, A = Assistências, Pts = Pontos, PEM = Penalizações em Minutos
| Jogador         | Time                  | PJ | G  | A  | Pts |
| --------------- | --------------------- | -- | -- | -- | --- |
| Bobby Orr       | Boston Bruins         | 76 | 33 | 87 | 120 |
| Phil Esposito   | Boston Bruins         | 76 | 43 | 56 | 99  |
| Stan Mikita     | Chicago Black Hawks   | 76 | 39 | 47 | 86  |
| Phil Goyette    | St. Louis Blues       | 72 | 29 | 49 | 78  |
| Walt Tkaczuk    | New York Rangers      | 76 | 27 | 50 | 77  |
| Jean Ratelle    | New York Rangers      | 75 | 32 | 42 | 74  |
| Red Berenson    | St. Louis Blues       | 67 | 33 | 39 | 72  |
| J. P. Parise    | Minnesota North Stars | 74 | 24 | 48 | 72  |
| Gordie Howe     | Detroit Red Wings     | 76 | 31 | 40 | 71  |
| Frank Mahovlich | Detroit Red Wings     | 74 | 38 | 32 | 70  |

### Tabela dos Playoffs
|  | Quarter-finals | Quarter-finals        | Quarter-finals |                     |    | Semi-finals         | Semi-finals | Semi-finals |  |  | Stanley Cup Final | Stanley Cup Final | Stanley Cup Final |  |
|  |                |                       |                |                     |    |                     |             |             |  |  |                   |                   |                   |  |
|  | 1              | Chicago Black Hawks   | 4              |                     |    |                     |             |             |  |  |                   |                   |                   |  |
|  | 1              | Chicago Black Hawks   | 4              |                     |    |                     |             |             |  |  |                   |                   |                   |  |
|  | 3              | Detroit Red Wings     | 0              |                     |    |                     |             |             |  |  |                   |                   |                   |  |
|  | 3              | Detroit Red Wings     | 0              |                     | 1  | Chicago Black Hawks | 0           |             |  |  |                   |                   |                   |  |
|  | East Division  |                       |                |                     | 1  | Chicago Black Hawks | 0           |             |  |  |                   |                   |                   |  |
|  |                |                       | 2              | Boston Bruins       | 4  |                     |             |             |  |  |                   |                   |                   |  |
|  | 2              | Boston Bruins         | 2              | Boston Bruins       | 4  | 4                   |             |             |  |  |                   |                   |                   |  |
|  | 2              | Boston Bruins         |                |                     |    |                     |             |             |  |  |                   |                   |                   |  |
|  | 4              | New York Rangers      | 2              |                     |    |                     |             |             |  |  |                   |                   |                   |  |
|  | 4              | New York Rangers      | 2              |                     | E2 | Boston Bruins       | 4           |             |  |  |                   |                   |                   |  |
|  |                |                       |                |                     |    |                     |             |             |  |  |                   |                   |                   |  |
|  |                |                       | W1             | St. Louis Blues     | 0  |                     |             |             |  |  |                   |                   |                   |  |
|  | 1              | St. Louis Blues       | W1             | St. Louis Blues     | 0  | 4                   |             |             |  |  |                   |                   |                   |  |
|  | 1              | St. Louis Blues       |                |                     |    |                     |             |             |  |  |                   |                   |                   |  |
|  | 3              | Minnesota North Stars | 2              |                     |    |                     |             |             |  |  |                   |                   |                   |  |
|  | 3              | Minnesota North Stars | 2              |                     | 1  | St. Louis Blues     | 4           |             |  |  |                   |                   |                   |  |
|  | West Division  |                       |                |                     | 1  | St. Louis Blues     | 4           |             |  |  |                   |                   |                   |  |
|  |                |                       | 2              | Pittsburgh Penguins | 2  |                     |             |             |  |  |                   |                   |                   |  |
|  | 2              | Pittsburgh Penguins   | 2              | Pittsburgh Penguins | 2  | 4                   |             |             |  |  |                   |                   |                   |  |
|  | 2              | Pittsburgh Penguins   |                |                     |    |                     |             |             |  |  |                   |                   |                   |  |
|  | 4              | Oakland Seals         | 0              |                     |    |                     |             |             |  |  |                   |                   |                   |  |

### Finais
Boston Bruins vs. St. Louis Blues
| Data       | Visitante       | Plcar | Mandante        | Placar | Notas |
| ---------- | --------------- | ----- | --------------- | ------ | ----- |
| 3 de maio  | Boston Bruins   | 6     | St. Louis Blues | 1      |       |
| 5 de maio  | Boston Bruins   | 6     | St. Louis Blues | 2      |       |
| 7 de maio  | St. Louis Blues | 1     | Boston Bruins   | 4      |       |
| 10 de maio | St. Louis Blues | 3     | Boston Bruins   | 4      | OT    |

Boston venceu a série melhor de 7 por 4-0
Phil Esposito dos Bruins liderou a artilharia dos playoffs com 13 gols e 14 assistências para 27 pontos, àquele tempo um recorde na NHL, seguido por Orr com 20 pontos e Johnny Bucyk dos Bruins com 19 pontos. Gerry Cheevers dos Bruins liderou entre os goleiros com 12 vitórias, enquanto Jacques Plante dos Blues liderou na média de gols contra durante os playoffs, com 1,48.

## Prêmios da NHL
| Prêmios de 1969-70 da NHL       | Prêmios de 1969-70 da NHL          |
| ------------------------------- | ---------------------------------- |
| Troféu Príncipe de Gales:       | Chicago Black Hawks                |
| Taça Clarence S. Campbell:      | St. Louis Blues                    |
| Troféu Art Ross:                | Bobby Orr                          |
| Troféu Memorial Bill Masterton: | Pit Martin                         |
| Troféu Memorial Calder:         | Tony Esposito                      |
| Troféu Conn Smythe:             | Bobby Orr                          |
| Troféu Memorial Hart:           | Bobby Orr                          |
| Troféu Memorial James Norris:   | Bobby Orr                          |
| Troféu Memorial Lady Byng:      | Phil Goyette                       |
| Prêmio Mais/Menos da NHL:       | Bobby Orr                          |
| Troféu Vezina:                  | Tony Esposito                      |
| Troféu Lester Patrick:          | Edward W. Shore, James C. V. Hendy |

### Times das Estrelas
| Primeiro Time                      | Position | Segundo Time                           |
| ---------------------------------- | -------- | -------------------------------------- |
| Tony Esposito, Chicago Black Hawks | G        | Ed Giacomin, New York Rangers          |
| Bobby Orr, Boston Bruins           | D        | Carl Brewer, Detroit Red Wings         |
| Brad Park, New York Rangers        | D        | Jacques Laperriere, Montreal Canadiens |
| Phil Esposito, Boston Bruins       | C        | Stan Mikita, Chicago Black Hawks       |
| Gordie Howe, Detroit Red Wings     | RW       | John McKenzie, Boston Bruins           |
| Bobby Hull, Chicago Black Hawks    | LW       | Frank Mahovlich, Detroit Red Wings     |

## Estreias
O seguinte é uma lista de jogadores importantes que jogaram seu primeiro jogo na NHL em 1969-70 (listados com seu primeiro time, asterisco(*) marca estreia nos play-offs):
- Keith Magnuson, Chicago Black Hawks
- Butch Goring, Los Angeles Kings
- Gilles Gilbert, Minnesota North Stars
- Guy Charron, Montreal Canadiens
- Marc Tardif, Montreal Canadiens
- Rejean Houle, Montreal Canadiens
- Don Luce, New York Rangers
- Bobby Clarke, Philadelphia Flyers

## Últimos Jogos
O seguinte é uma lista de jogadores importantes que jogaram seu último jogo na NHL em 1969-70 (listados com seu último time):
- Ron Murphy, Boston Bruins
- Leo Boivin, Minnesota North Stars
- Moose Vasko, Minnesota North Stars
- Claude Provost, Montreal Canadiens
- Terry Sawchuk, New York Rangers
- Camille Henry, St. Louis Blues
- Marcel Pronovost, Toronto Maple Leafs